# Sede Azogues
El campus de la Universidad Católica de Cuenca “Sede Azogues» se encuentra en el cantón Azogues de la Provincia del Cañar. Fue fundado ante la reiterada solicitud de los diversos estamentos religiosos, sociales y culturales de la ciudad el 5 de noviembre de 1980. Cuenta con cuatro bloques de estudios con dos plantas cada uno, los cuales cuentan con áreas para docentes, laboratorios informáticos, una biblioteca, áreas de recreación, espacios verdes, una aula magna y departamentos administrativos. Dentro de la misma Sede se encuentra la Radio Universitaria Católica Ondas Cañaris. 

## Historia
En su creación tras la necesidad de un centro de estudios superiores, se organizó la Corporación Educativa para el Desarrollo, que tuvo como presidente a Monseñor Raúl Vela Chiriboga, II Obispo de Azogues y Vicepresidente a Dr. Marco Vicuña Domínguez, quienes solicitaron mediante el "Acuerdo de creación de la extensión Azogues" la creación de la Universidad en Azogues, con proyección a los demás cantones de la provincia. 

## Autoridades Académicas
Las principales Autoridades de la Universidad Católica de Cuenca sede Azogues son:
- Rector Titular: Dr. Enrique Pozo Cabrera
- Vicerrectora Académica: Lcda. Ana Luisa Guijarro Cordero
- Vicerrector Administrativo: Ing. Humberto Salamea Carpio

## Biblioteca Froilán Pozo Quevedo
El origen del nombre de la biblioteca de Sede Azogues de la Universidad Católica de Cuenca reside en el Sacerdote Azogueño, Froilán  Pozo Quevedo, quien fue uno de los pilares para la creación del centro de estudios superiores en la ciudad. 
La universidad abierta de la Sede Azogues de la Universidad Católica de Cuenca tiene una atención de tiempo completo de lunes a viernes durante todo el año, cuenta con 16 puestos de investigación en computadoras y 84 de lectura en mesas.

## Oferta educativa
Se fundó el Colegio Humberto Vicuña Novillo y la Escuela Unidad Educativa César Cordero Moscoso el 3 de abril del 2006, que posteriormente en el año 2019 se unificaron formando un centro educativo de educación inicial, básica y bachillerato con el nombre de Unidad Educativa Particular Universitaria de Azogues.